# 進藤孝生
進藤 孝生（しんどう こうせい、1949年9月14日 - ）は、日本の実業家。新日鐵住金代表取締役社長を経て、日本製鉄代表取締役会長、幕張メッセ取締役会長、日本経団連副会長、世界鉄鋼協会会長、日中経済協会会長、国土交通省社会資本整備審議会会長等を歴任。

## 人物
秋田県出身。秋田県立秋田高等学校（生徒会長）、一橋大学経済学部卒業（総代）。宮澤健一ゼミ出身。ハーバード大学経営大学院修了（経営学修士）。中学では野球部に所属。高校・大学ではラグビー部でフォワードを担当し、高校では全国ベスト4、ベスト8まで進出、大学でもラグビー部主将を務めた。のちに一橋大学ラグビー部監督や同部OB会長を歴任。前任の会長は杉山武彦。ハーバード大学ではマイケル・ポーターに師事した。
大学卒業後は、もともとは官僚志望で国家公務員試験も受けていたが、知人の勧めを受け新日本製鐵に入社。経営企画部門や総務部門を長く歩み、新日本製鐵室蘭製鐵所、新日本製鐵八幡製鐵所、新日本製鐵名古屋製鐵所勤務などを経て、新日本製鐵広畑製鐵所総務部長、本社経営企画部長、本社総務部長を歴任。2009年には代表取締役副社長に就任し、新日本製鐵と住友金属工業の合併により新日鐵住金が誕生した後は、新日鐵住金小倉製鐵所、新日鐵住金八幡製鐵所、新日鐵住金堺製鐵所、新日鐵住金和歌山製鐵所などの製鉄所の組織統合を担当した。
2014年4月1日付けで代表取締役社長に昇格。同年谷本進治八幡製鉄所長とともに、安倍晋三内閣総理大臣を、八幡製鉄所内の明治日本の産業革命遺産 製鉄・製鋼、造船、石炭産業構成資産に案内するなどした。2016年5月日本鉄鋼連盟会長。2017年世界鉄鋼協会会長、日本経済団体連合会副会長。2019年国土交通省社会資本整備審議会会長。同年4月1日付けで日本製鉄への社名変更を行い、同社代表取締役会長に就任。2024年4月同社取締役相談役に就任。

### 交友関係
大学のクラスの同級生に一木剛太郎（初代日本司法支援センター事務局長）、石山照明（初代新日本電工代表取締役社長）、本村凌二（東京大学名誉教授）、岡田円治（元NHK編成局長）などが、大川政三前期ゼミの同期に伊藤隆敏（コロンビア大学教授）、金田勝年（元法務大臣）、塚原治（元国税庁国税審議官）、鹿取克章（元駐インドネシア大使）、吉國眞一（元国際決済銀行アジア太平洋総代表）、星野茂夫（元国土交通省海事局長）などがいた。足立吉正（元JX日鉱日石金属代表取締役社長）は大学のラグビー部の1年先輩。有田浩之（ブラックロック日本法人代表取締役社長）はラグビー部監督時代の指導選手。塚本隆史（元みずほフィナンシャルグループ代表取締役社長）や金田新（元NHK専務理事）はハーバード大学の同期。

## 経歴
- 1968年3月 - 秋田県立秋田高等学校卒業[19]
- 1973年3月 - 一橋大学経済学部卒業
- 1973年4月 - 新日本製鐵入社
- 1982年6月 - ハーバード大学ハーバード・ビジネス・スクール修了（MBA取得）
- 1997年6月 - 新日本製鐵広畑製鐵所総務部長
- 2001年4月 - 新日本製鐵経営企画部長
- 2005年4月 - 新日本製鐵参与経営企画部長
- 2005年6月 - 新日本製鐵取締役経営企画部長
- 2006年6月 - 新日本製鐵執行役員経営企画部長
- 2007年4月 - 新日本製鐵執行役員総務部長
- 2009年4月 - 新日本製鐵副社長執行役員
- 2009年6月 - 新日本製鐵代表取締役副社長
- 2012年10月 - 新日鐵住金代表取締役副社長
- 2014年4月 - 新日鐵住金代表取締役社長
- 2016年5月 - 日本鉄鋼連盟会長
- 2017年3月 - 日本経済団体連合会副会長
- 2017年6月 - 日本ラグビーフットボール協会評議員[20]
- 2017年10月 - 世界鉄鋼協会会長
- 2018年4月 - 国立大学法人一橋大学経営協議会委員[21]
- 2018年5月 - 国立大学法人一橋大学社会科学の発展を考える円卓会議委員[22][23]
- 2019年3月 - 国土交通省社会資本整備審議会会長[24]
- 2019年4月 - 日本製鉄代表取締役会長[18]、日本製鉄文化財団会長[25]
- 2020年6月 - 日本プロジェクト産業協議会会長[26]、幕張メッセ取締役会長[27]
- 2020年7月 - 日本鋼構造協会副会長[28]
- 2022年5月 - 日本港湾協会会長[29]
- 2023年6月 - 東京海上ホールディングス取締役[30]、日本郵政取締役[31]、日本政策投資銀行取締役[32]
- 2023年7月 - 日中経済協会会長[33]、学校法人トヨタ学園理事兼評議員[34]
- 2024年4月 - 日本製鉄取締役相談役[35]
- 2024年6月 - 日本製鉄相談役